# 岩間駅

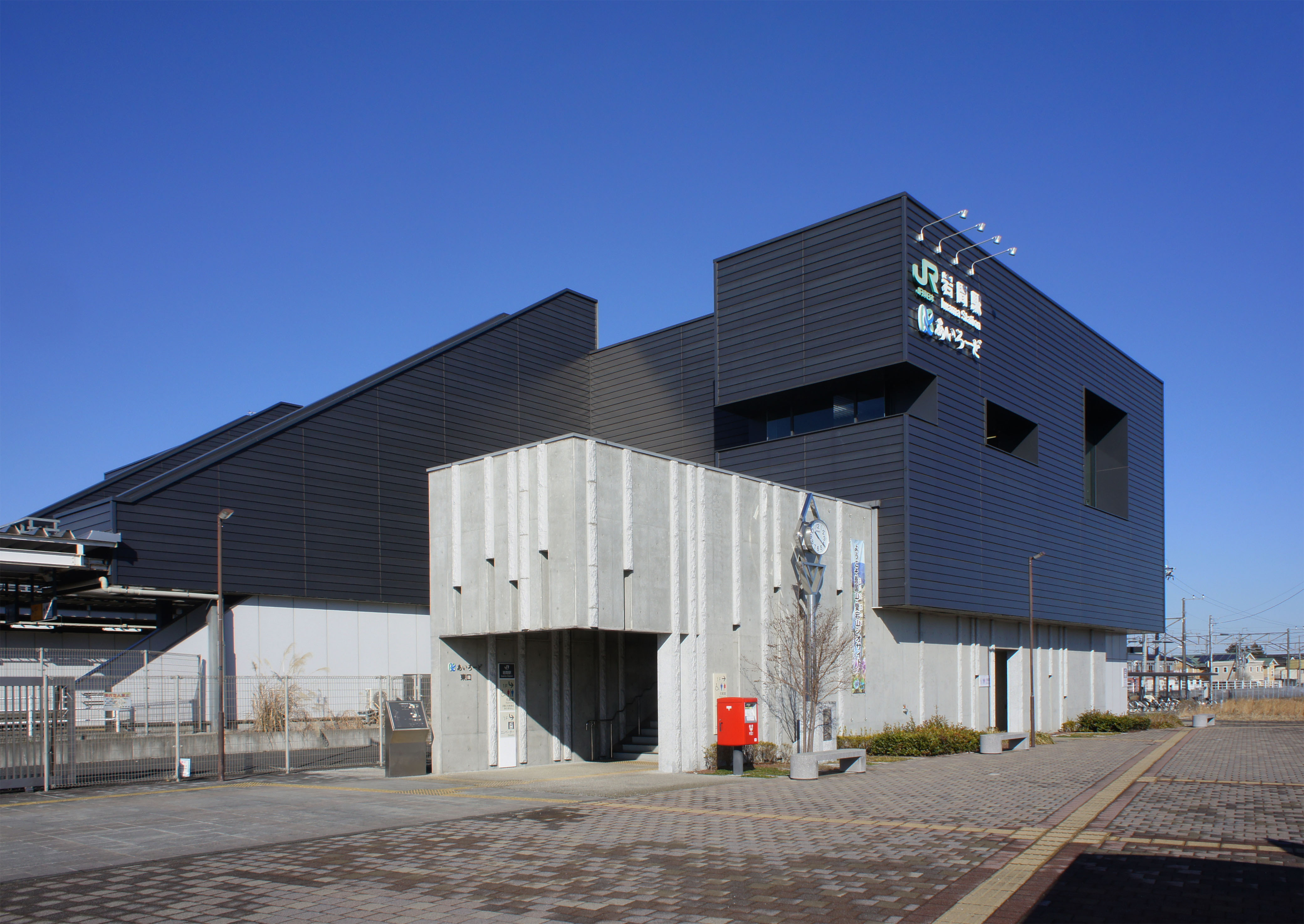
東口（2022年1月）

岩間駅（いわまえき）は、茨城県笠間市下郷にある東日本旅客鉄道（JR東日本）常磐線の駅である。旧・岩間町の中心駅である。

## 歴史

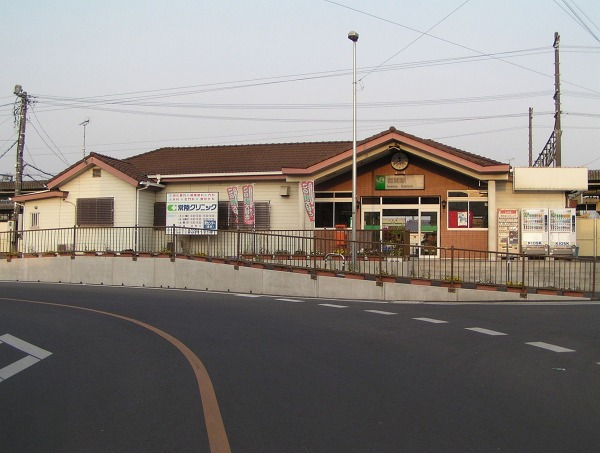
旧駅舎（2006年5月）

- 1895年（明治28年）11月4日：日本鉄道の駅として開業[2]。
- 1906年（明治39年）11月1日：日本鉄道が国有化され、官設鉄道の所属となる[2]。
- 1909年（明治42年）10月12日：線路名称制定により常磐線の所属となる。
- 1949年（昭和24年）6月1日：日本国有鉄道が発足。
- 1971年（昭和46年）10月1日：貨物の取り扱いが廃止[2]。
- 1984年（昭和59年）2月1日：荷物扱い廃止[2]。
- 1987年（昭和62年）4月1日：国鉄分割民営化に伴い、東日本旅客鉄道（JR東日本）の駅となる[2]。
- 2001年（平成13年）11月18日：ICカード「Suica」の利用が可能となる。
- 2012年（平成24年）7月24日：橋上駅舎が完成。東西自由通路「あいろーど」・東口が使用を開始。発車メロディ変更。
- 2019年（平成31年）1月31日：みどりの窓口の営業を終了[3]。

## 駅構造
相対式ホーム2面2線をもつ地上駅で、橋上駅舎を有する。以前は中線があったので上下線が離れている。
JR東日本ステーションサービスが駅業務を受託する業務委託駅であり、水戸統括センター（友部駅）が管理する。自動券売機・自動改札機が設置されている。夜間早朝は無人になるため乗車駅証明書発行機も設置されている。
岩間駅周辺整備事業により、橋上駅舎化、駅東西自由通路「あいろーど」、駅駐輪場、都市計画道路・駅東大通り線、国道355号線につながるアクセス道路の建設が行われ、2012年（平成24年）7月24日に完成した。現在では、都市計画道路が着手されている。
当駅から岩沼駅まで水戸総合指令室(CTC)で管理している。

### のりば
| 番線 | 路線             | 方向 | 行先                   |
| ---- | ---------------- | ---- | ---------------------- |
| 1    | ■ 常磐線         | 下り | 水戸・日立・いわき方面 |
| 2    | ■ 常磐線         | 上り | 石岡・土浦・上野方面   |
| 2    | ■ 上野東京ライン | 上り | 上野・東京・品川方面   |

（出典：JR東日本:駅構内図）

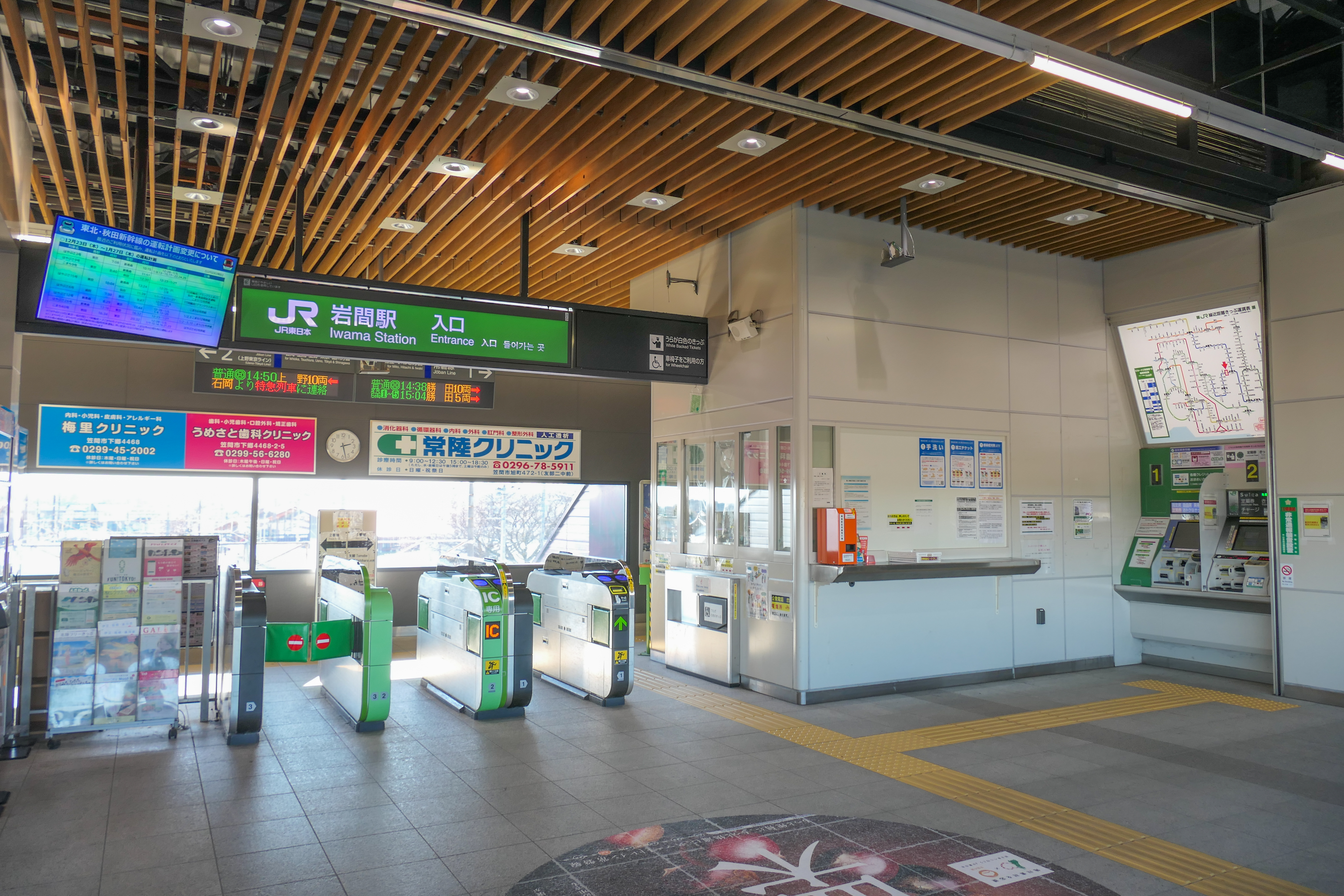
改札口（2022年1月）
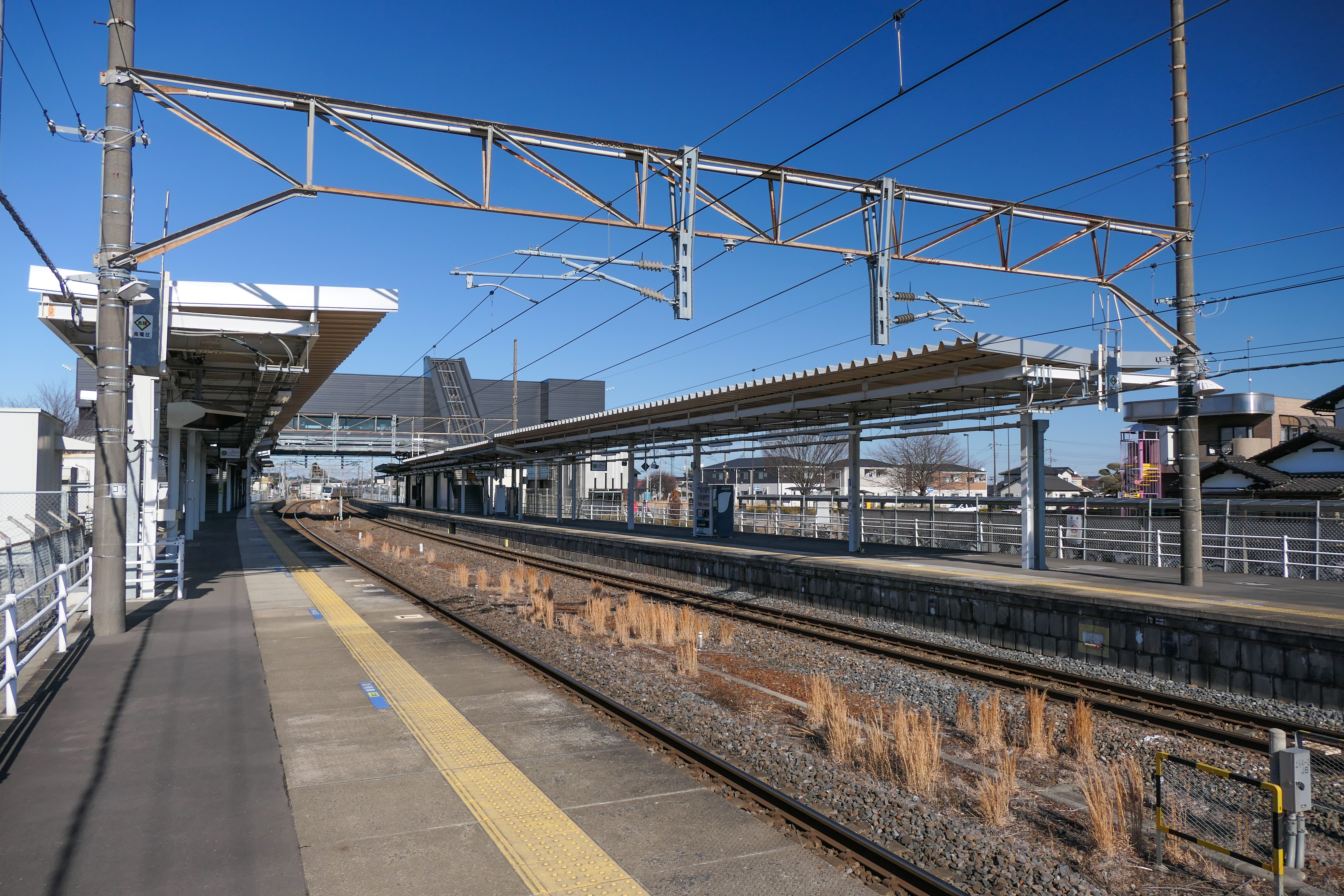
ホーム（2022年1月）

### 発車メロディ
発車メロディは2012年7月24日の橋上駅舎完成にあわせ、隣接する友部駅同様に、笠間市にゆかりのある歌手・坂本九の楽曲に変更された。なお、ワンマン運転の列車は、車載の車外スピーカーで流される。
- 1番線 「レットキス」
- 2番線 「幸せなら手をたたこう」（友部駅の3 - 5番線の音色違い）

## 利用状況
JR東日本によると、2023年度（令和5年度）の1日平均乗車人員は1,156人である。
2000年度（平成12年度）以降の推移は以下のとおりである。
| 乗車人員推移       | 乗車人員推移     | 乗車人員推移    |
| 年度               | 1日平均 乗車人員 | 出典            |
| ------------------ | ---------------- | --------------- |
| 2000年（平成12年） | 1,653            | [ 利用客数 2 ]  |
| 2001年（平成13年） | 1,628            | [ 利用客数 3 ]  |
| 2002年（平成14年） | 1,588            | [ 利用客数 4 ]  |
| 2003年（平成15年） | 1,588            | [ 利用客数 5 ]  |
| 2004年（平成16年） | 1,544            | [ 利用客数 6 ]  |
| 2005年（平成17年） | 1,531            | [ 利用客数 7 ]  |
| 2006年（平成18年） | 1,532            | [ 利用客数 8 ]  |
| 2007年（平成19年） | 1,494            | [ 利用客数 9 ]  |
| 2008年（平成20年） | 1,492            | [ 利用客数 10 ] |
| 2009年（平成21年） | 1,455            | [ 利用客数 11 ] |
| 2010年（平成22年） | 1,372            | [ 利用客数 12 ] |
| 2011年（平成23年） | 1,350            | [ 利用客数 13 ] |
| 2012年（平成24年） | 1,341            | [ 利用客数 14 ] |
| 2013年（平成25年） | 1,366            | [ 利用客数 15 ] |
| 2014年（平成26年） | 1,377            | [ 利用客数 16 ] |
| 2015年（平成27年） | 1,366            | [ 利用客数 17 ] |
| 2016年（平成28年） | 1,410            | [ 利用客数 18 ] |
| 2017年（平成29年） | 1,372            | [ 利用客数 19 ] |
| 2018年（平成30年） | 1,360            | [ 利用客数 20 ] |
| 2019年（令和元年） | 1,312            | [ 利用客数 21 ] |
| 2020年（令和02年） | 1,063            | [ 利用客数 22 ] |
| 2021年（令和03年） | 1,051            | [ 利用客数 23 ] |
| 2022年（令和04年） | 1,105            | [ 利用客数 24 ] |
| 2023年（令和05年） | 1,156            | [ 利用客数 1 ]  |

## 駅周辺

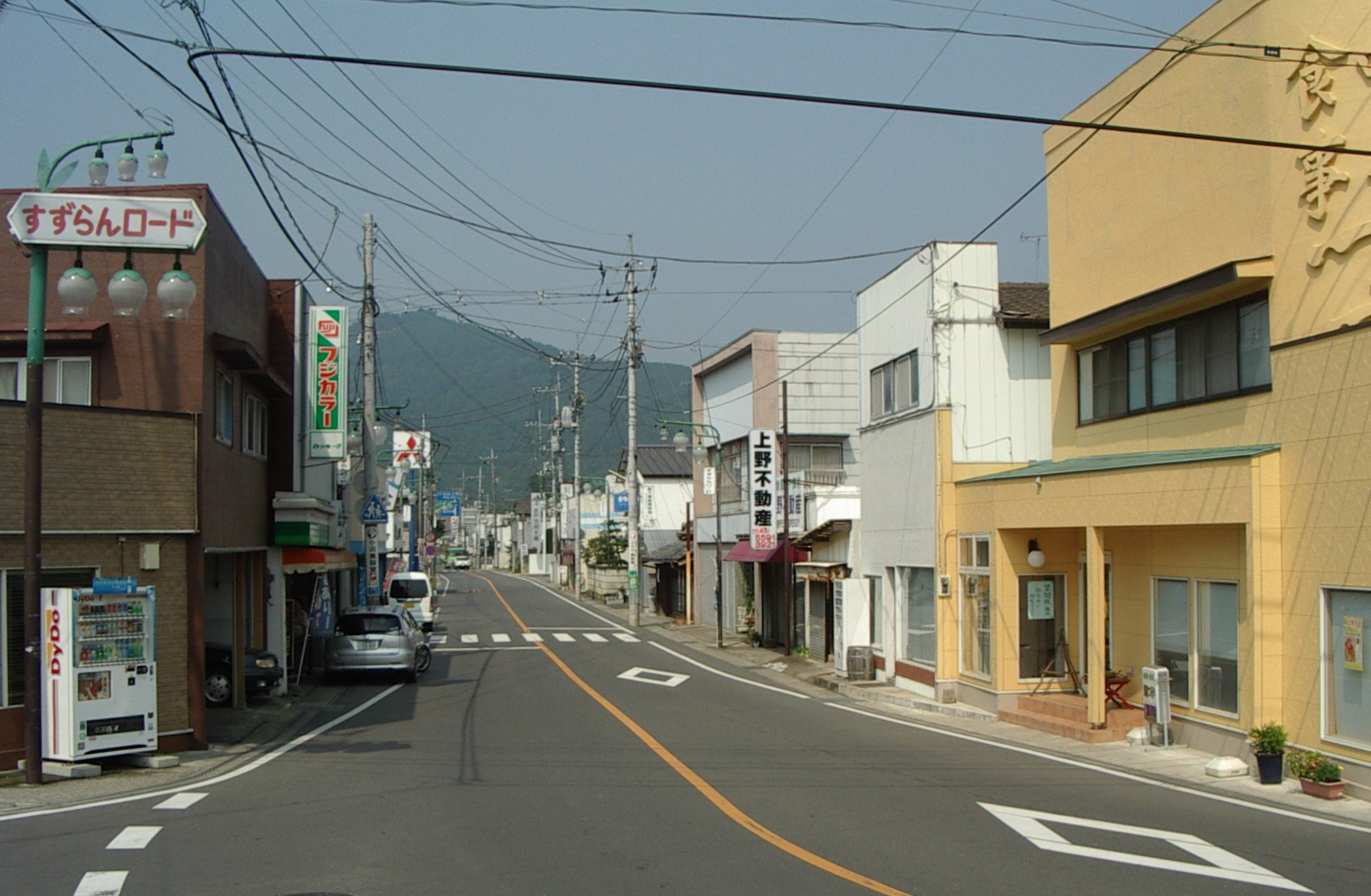
駅前通り（すずらんロード）
（2007年7月）

- すずらん群生地 - 難台山（なんたいさん）のふもとに旧・岩間町の花であったすずらんの群生地がある。
- すずらんロード商店街 - 上記にちなんで名付けられた。
- 愛宕山 - 茨城百景にも指定されている桜の名所（当駅から車で約30分）
  - 愛宕神社 - 山頂に位置する
  - 飯綱神社 - 愛宕神社の北に位置する。毎年12月の第3日曜日に悪態祭りが行われる
- 笠間市役所岩間支所（旧・岩間町役場）
- 岩間郵便局
- 市営岩間駅西自転車駐車場
- JA常陸 岩間支店

### バス路線
かつて茨城オートにより茨城町役場との間のバス路線が運行されていたが（茨城オート#事業統合前に運行していたバス路線を参照）、路線が短縮され、現在は市内止まりかつ茨城交通鯉渕営業所による運行となっている。
- 下安居酒屋行 ※休校日運休

## 隣の駅
東日本旅客鉄道（JR東日本）
■常磐線
羽鳥駅 - 岩間駅 - 友部駅

### 記事本文